# Kul-i-juli
Kul-i-juli (Nöjesgrytan) är ett årligen återkommande nöjesarrangemang under juli månad i Slottshagen i Helsingborg. Underhållningen har pågått varje sommar sedan 1969. Evenemanget är kostnadsfritt utanför de abonnerade platserna direkt framför scenen.
Initiativtagare var turistchefen Sven Bagger-Jörgensen och Stig Jerker Svensson, senare kommunfullmäktiges ordförande i Helsingborg. Programmet leddes under 20 år av läraren Bertil Nilsson och musikdirektören Einar Nilsson. 1989 fick revyartisterna Ingvar Andersson och Hasse Jakobsson uppgiften att driva Kul-i-juli vidare. Olle Larsson fick uppdraget 1991 och var programvärd för evenemanget i 33 år tills han drog sig tillbaka 2019 efter evenemangets 50-årsjubileum. Larsson var även medproducent 1986–1988.
Ett stort antal lokala artistförmågor har under årens lopp presenterat sig i Grytan, men även professionella artister som Birgit Nilsson, Sonja Stjernquist, Per Grundén, Lasse Lönndahl, Jessica Andersson, Sanna Nielsen, Hasse Andersson och Christer Sjögren.